# آلودگی ژنتیک
آلودگی ژنتیک (به انگلیسی: Genetic pollution)، یک اصطلاح بحث‌برانگیز برای جریان مهارنشده ژن به جمعیت‌های وحشی است. این به عنوان «پراکندگی ژن‌های تغییریافته آلوده از جانداران دستکاری‌شده ژنتیکی به جانداران طبیعی، به ویژه با گرده‌افشانی متقابل» تعریف شده‌است، اما به روش‌های گسترده‌تری مورد استفاده قرار گرفته‌است. این به مفهوم ژنتیک جمعیت جریان ژن و نجات ژنتیک مربوط می‌شود که ماده ژنتیکی به‌طور عمدی برای افزایش تناسب اندام یک جمعیت معرفی شده‌است. زمانی آلودگی ژنتیک نامیده می‌شود که بر تناسب اندام یک جمعیت تأثیر منفی بگذارد، مانند افسردگی برون‌زادآوری و معرفی فنوتیپ‌های ناخواسته که می‌تواند سبب انقراض شود.